# Korzecko
Korzecko is een plaats in het Poolse district  Kielecki, woiwodschap Święty Krzyż. De plaats maakt deel uit van de gemeente Chęciny en telt 570 inwoners.